# Amyclas
Amyclas  (Oudgrieks: Αμύκλας) was een Grieks pythagoreïsch filosoof uit de 4e eeuw v.Chr.
Volgens Diogenes Laërtius was Amyclas bekend bij Plato. Hij vertelt in een anekdote die hij ontleende aan Aristoxenos over Plato die uit ongenoegen met het democritisch atomisme en naturalisme, de boeken van Democritus zou willen verbranden. Amyclas en Clinias zouden Plato echter hebben afgeraden dit te doen, aangezien de geschriften van Democritus toch reeds te wijdverspreid waren. 